# Стрункий сліпун західний
Стрункий сліпун західний (Rena humilis) — неотруйна змія з роду Rena родини Стрункі сліпуни. Має 9 підвидів.

## Опис
Загальна довжина досягає 30 см. Струнка, сріблясто-рожева змія з тупо закругленою головою і хвостом. Очі ледве видно з-під луски на голові. Нагадує хробака.

## Спосіб життя
Полюбляє пустелі, безводні місцини з ґрунтом придатним для риття. Більшу частину часу тримається під камінням або у ґрунті. Активна у сутінках. У цей період вони нерідко виповзають на дороги і гинуть під колесами автомобілів. Харчуються термітами, мурахами та іншими дрібними комахами. 
Це яйцекладна змія. Самиця у серпні відкладає 4 довгастих яйця. 

## Розповсюдження
Мешкає на південному заході США та північному заході Мексики.

## Підвиди
- Rena humilis cahuilae
- Rena humilis chihuahuaensis
- Rena humilis dugesii
- Rena humilis humilis
- Rena humilis levitoni
- Rena humilis lindsayi
- Rena humilis segregus
- Rena humilis tenuiculus
- Rena humilis utahensis